# Iken (Anglia)
Iken – wieś w Anglii, w hrabstwie Suffolk. Leży 27 km na wschód od miasta Ipswich i 134 km na północny wschód od Londynu.